# 青木理奈
青木 理奈（あおき りな、1991年4月27日 - ）は、日本のローカルタレント。
佐賀県武雄市生まれ、武雄市育ち。O型。御船が丘小学校、武雄中学校、武雄高校、福岡大学卒。
レポーター、MC、CM出演等で、佐賀県を中心に九州で活動中。
佐賀県有明海の非公認ゆるキャラ「有明ガタゴロウ」とのユニット「がたりな」としても活動中。

## 人物
大学在学中の2012年4月に、「世界一の九州をつくろう！」をテーマに九州・沖縄各県のFM局が公募した「九州氷結クラブ」に佐賀代表として選抜された。
好きなことは、ジャニーズを見ること知ること楽しむこと、愛犬と戯れること、今日1日のおもしろかったことを誰かに話すこと。
将来の夢は「ラジオパーソナリティとして自分の番組をもちたい」と話していた。
NBCラジオ佐賀のプロフィールでは、ココロにきくソングで寺嶋由芙の『#ゆーふらいと』を挙げている。

## 略歴
- 2012年4月 - 九州・沖縄各県のFM局が公募した「九州氷結クラブ」の佐賀代表に選出される。
- 2013年10月27日 - 佐賀県多久市で開催された「ご当地キャラ大運動in多久聖廟」にて、巨大（ゆるキャラ）化した相方、有明ガタゴロウと初対面[6]。
- 2014年3月15日 - 福岡県筑紫野市の筑紫野ベレッサでのイベントにて、ふなっしーと初共演[7]。
- 2014年4月 - ラジオパーソナリティの夢が叶い、NBCラジオ佐賀の「ここ・らじ」のMCとなる。
- 2021年11月11日 - 自身のtwitterにてミュージシャンの德丸英器との入籍を発表。

## 出演
テレビ番組
- DonDonDoようび（2014年4月26日 - 2015年9月26日、サガテレビ） - レギュラーアシスタント
- どようぽけっと（2015年10月3日 - 2016年7月30日、サガテレビ） - MC
- みんなのテレビMint（2015年4月 - 、ケーブルワン） - MC

- すイエんサー「ナゾときin佐賀！」（2019年7月2日、NHKEテレ）

ラジオ番組
- ここ・らじ[8]（NBCラジオ佐賀） - 火曜日MC
- あさかラ[9]　-金曜日

Ustream番組
- ハッピーバイヤーRina's HappyTime〜RHT〜[10]

CM出演
- 嬉野市（ぷるるんうれしの）＜2014年＞[11]
- 佐賀市（佐賀市プロモーションムービー 「W・R・S・B」）TVリポーター役＜2015年＞[12]
- 佐賀県（九州新幹線西九州ルート）＜2015年＞[13]
- 佐賀県（三重津海軍所跡の世界遺産登録推進）＜2015年＞
- 佐賀県（さが好きナビ）〈2015～2016年〉

歌
- ガタリナ散歩のテーマ（作詞・作曲：ハル（ハルブレンド）　歌：青木理奈）
- Don't leave me alone！（2016年9月17日 デモ版配布 / 2017年3月31日正式発売）
- 九州氷結クラブでも「GO LADY」、「ISLAND MELODY」の2曲をリリースしている